# Sahibganj

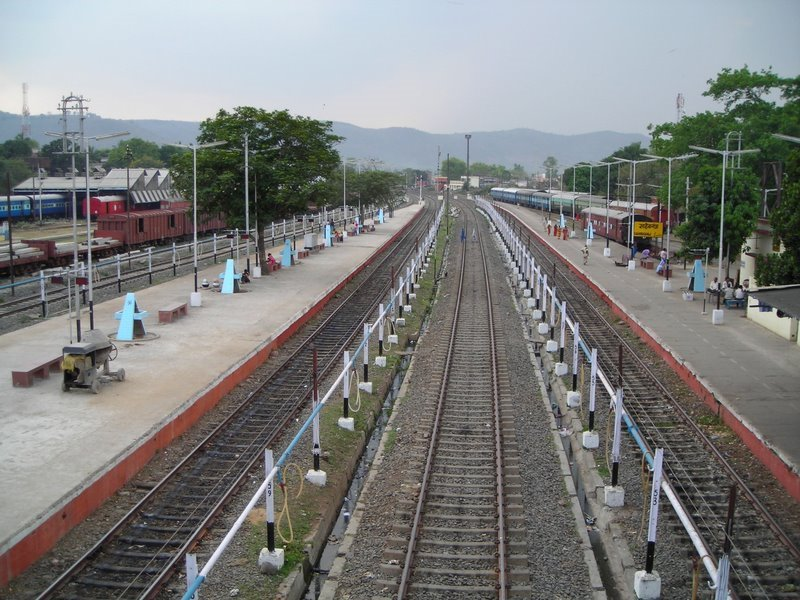
Järnvägsstationen i Sahibganj.

Sahibganj (alternativt Sahebganj) är en stad i den indiska delstaten Jharkhand, och är huvudort för ett distrikt med samma namn. Folkmängden uppgick till 88 214 invånare vid folkräkningen 2011.